# 相原和友
相原 和友（あいはら かずとも、1989年10月27日 - ）は、宮城県仙台市出身の元プロ野球選手（投手）。

## 経歴

### プロ入り前
小学校3年または4年の時に野球を始め、仙台市立広瀬中学校では軟式野球部に所属していた。高校は東陵高等学校に進学し、1年春からベンチ入り選手として名を連ね、3年春にはチームのエースとして宮城県大会で優勝した。
大学は東北福祉大学に進学し、1年春からベンチ入り選手として名を連ねていた。4年時の全日本大学野球選手権大会の2回戦の愛知学院大学戦では、9回無死満塁のピンチを抑えることができず逆転された。その後、明治神宮野球大会の準々決勝の大阪体育大学戦では、8回1死満塁のピンチを抑えると、続く9回も三者凡退に抑え、チームの勝利に貢献した。東北福祉大学では、リーグ戦通算3勝の成績を残した。大学の野球部には同期に中根佑二、1学年先輩に阿部俊人、石山泰稚がいる。
大学卒業後は七十七銀行に加入。同年の第83回都市対抗野球2次予選東北大会では、エース阿部博文が不在の中、相原は6月6日の敗者復活戦で148球を投げ、翌々日の8日に行われた第2代表決定戦の日本製紙石巻戦では、9回1失点で完投勝利を挙げ敢闘賞を受賞し、チームは6年連続で都市対抗への出場を決めた。第83回都市対抗野球大会では、初戦のNTT西日本戦で7回1/3を2失点に抑えたが、チームは敗退した。同年の第38回社会人野球日本選手権大会では、2回戦のバイタルネット戦で9回を投げ被安打10・先頭打者の出塁5という内容であったが、1失点に抑えチームは勝利した。
2年目は、6月に東北楽天ゴールデンイーグルスとの試合に登板し、6回を1失点に抑えた。同年の第84回都市対抗野球大会には、東北第1代表の日本製紙石巻の補強選手として出場。7月17日に行われた1回戦の信越硬式野球クラブ戦では、日本製紙石巻のエース相沢晋が2回3失点でKOされたが、相原はその後の7回を被安打4・無失点に抑え、日本製紙石巻は勝利を収めた。第39回社会人野球日本選手権大会では、1回戦の四国銀行戦で7回2失点で勝利し、自身全国大会3勝目（社会人時代のみ）を挙げた。2回戦の三菱重工神戸戦では、2回途中5失点でKOされた。
同年10月24日に行われたドラフト会議では、楽天から7位で指名された。相原は指名後に「地元球団で応援していた楽天に行きたいと思っていた」とコメントした。11月19日に契約交渉を行い、契約金2500万円、年俸720万円で合意した。背番号は53。東北福祉大の先輩で、東陵高校時代から約8年間相原を視察してきた楽天スカウトの上岡良一からは、即戦力としての期待をかけられている。

### プロ入り後
2014年4月19日に、入団後初めての一軍登録。この年の新人8投手では、開幕から一軍に帯同している西宮悠介、松井裕樹に続く3人目の登録であった。同月25日のオリックス戦（京セラドーム大阪）で一軍デビュー。この年は最終的には17試合に登板し、防御率は2.79を記録した。
2015年は公式戦登板は1試合のみ、二軍では23試合に登板、防御率4.82だった。
2016年からサイドスローに転向した。一軍では2試合登板、防御率は45.00で、二軍では24試合登板で防御率3.92であった。このシーズン終了後の10月24日に、球団から戦力外通告を受けた。12月2日、自由契約公示された。
公式戦の勝敗、ホールド、セーブは、いずれもつかなかった。
引退後は仙台市内の野球用品店に勤務している。

## 選手としての特徴
変化球の球種が多いことが特徴で、スライダー・カーブ・シンカー・チェンジアップ・カットボールを持ち球とする技巧派左腕。また、各球種の球速差があまりないことも特徴。ストレートの最速は東北福祉大学時代に記録した141km/hで、通常は130km/h台である。

## 詳細情報

### 年度別投手成績
| 年 度     | 球 団     | 登 板 | 先 発 | 完 投 | 完 封 | 無 四 球 | 勝 利 | 敗 戦 | セ 丨 ブ | ホ 丨 ル ド | 勝 率 | 打 者 | 投 球 回 | 被 安 打 | 被 本 塁 打 | 与 四 球 | 敬 遠 | 与 死 球 | 奪 三 振 | 暴 投 | ボ 丨 ク | 失 点 | 自 責 点 | 防 御 率 | W H I P |
| --------- | --------- | ----- | ----- | ----- | ----- | -------- | ----- | ----- | -------- | ----------- | ----- | ----- | -------- | -------- | ----------- | -------- | ----- | -------- | -------- | ----- | -------- | ----- | -------- | -------- | ------- |
| 2014      | 楽天      | 17    | 0     | 0     | 0     | 0        | 0     | 0     | 0        | 0           | ----  | 91    | 19.1     | 23       | 0           | 11       | 1     | 1        | 5        | 3     | 0        | 6     | 6        | 2.79     | 1.76    |
| 2015      | 楽天      | 2     | 0     | 0     | 0     | 0        | 0     | 0     | 0        | 0           | ----  | 14    | 3.0      | 3        | 0           | 1        | 0     | 0        | 1        | 0     | 0        | 1     | 0        | 0.00     | 1.33    |
| 2016      | 楽天      | 2     | 0     | 0     | 0     | 0        | 0     | 0     | 0        | 0           | ----  | 12    | 1.0      | 5        | 0           | 4        | 0     | 0        | 1        | 2     | 0        | 5     | 5        | 45.00    | 9.00    |
| 通算：3年 | 通算：3年 | 21    | 0     | 0     | 0     | 0        | 0     | 0     | 0        | 0           | ----  | 117   | 23.1     | 31       | 0           | 16       | 1     | 1        | 7        | 5     | 0        | 12    | 11       | 4.24     | 2.01    |

- 2016年度シーズン終了時

### 記録
- 初登板：2014年4月25日、対オリックス・バファローズ4回戦（京セラドーム大阪）、6回裏に2番手で救援登板、3回2失点
- 初奪三振：同上、6回裏にウィリー・モー・ペーニャから空振り三振

### 背番号
- 53 （2014年 - 2016年）